# Французька співдружність
Французька співдружність або спільнота (фр. Communauté française)  — політична організація, котра замінила Французький союз в 1958 році. Французький союз був нащадком французької колоніальної імперії після другої світової війни. Члени спільноти були наділені великою автономією, під контролем Франції були лише оборона, фінансова система, національна безпека та закордонні відносини.
Спільнота мала короткий термін роботи, тому що, хоча африканські члени не відмовлялися від співпраці, вони утрималися від того, щоб дати співдружності реальне життя. Під появою рівності, конституція Спільноти обмежила суверенітет Дванадцятьох нових африканських держав, і підтвердив відрегулювання Франції, розмістивши у доменних комунікаціях (здійснених спільних) критичних функцій, таких як закордонні справи, оборона, валюта, економічна політика та контроль сировини.
В 1960 році всі члени спільноти отримали незалежність.
4 серпня 1995 року — Конституційний закон № 95-880 скасовує положення французької Конституції, що стосуються Французької співдружності, і асоціація офіційно скасовується.

## Передумови
Конституція п'ятої республіки, яка створила французьку громаду, була наслідком війни в Алжирі. В рамках Французького Союзу 1946 року не було жодних французьких колоній, але була митрополія Франції, закордонні відділи. Насправді колонії мали мало влади, усі важливі рішення приймались, централізованим французьким парламентом.
31 січня 1956 р. був прийнятий закон про сприятливість. Закон змінив систему, відмовившись від асиміляції на користь автономії, щоб території розвивали власні органи місцевого самоврядування та зрештою отримали свою незалежність. Це була спроба придушити занепокоєння через Алжирську незалежність. Однак це не припинило запит до незалежності. 1 мільйон французьких колоністів в Алжирі були спрямовані на протистояння будь-якій можливій алжирській незалежності, і вони зробили масові демонстрації в Алжирі 13 травня 1958 року. Висока ймовірність громадянської війни, спровокувала політичну кризу у Франції та спричинила кінець Четвертої Республіки.  Генерал Чарльз де Голль був відкликаний від влади, і була написана нова конституція. Спочатку де Голль, здавалося, що підтримав колоністів та закінчив свою промову гаслом "Vive L'Algérie Française!", Але приватно він зазначив, що він не мав наміру підтримувати контроль над 9 мільйон алжирців на користь одного мільйона поселенців. 
Статті, які були у новій конституції давали змогу заморським володінням Франції отримати незалежність. 
28 вересня 1958 р. референдуми відбулися у всіх країнах французького союзу, а нова конституція була затверджена за загальним виборчим органом, у всіх територіях, крім французької Гвінеї, яка проголосувала проти можливості повної незалежності. Відповідно до цієї нової конституції, французький союз був замінений французькою громадою, а Франція була зараз федерацією держав з власним самоврядуванням. 
Територіальні збори інших закордонних територій мали чотири місяці, ознайомлення з  новою конституцією та час до 4 лютого 1959 року, щоб вибрати один з наступних варіантів розвитку державності відповідно до статей 76 та 91 Конституції: 
1. Зберегти статус закордонної території.
2. Стати державою французької громади.
3. Стати закордонним відділом (частина французької республіки).

Тільки Габон прагнув стати закордонною територією, але їм було відмовлено французьким урядом. Закордонні території Коморських островів, Французька Полінезія, Французька Сомаліланд, Нова Каледонія та Сент-П'єр та Мікелон, вирішили зберегти свій статус, а Чад, Французький Дагомей, Французький Судан, Кот-д'Івуар, Мадагаскар, Мавританія, Середній Конго, Нігер, Сенегаль , Ubangi-Sharri та Верхня Вольта вирішили стати державами французької громади, деякі з них змінили свої назви у майбутньому.

## Члени

Французька співдружність, 1961

До початку 1959 року члени французької громади були такими:
Французька Республіка, яка була "єдиною і неподільною". Всі мешканці були французькими громадянами та брали участь у виборах Президента Республіки та французького парламенту. Вона складалася з:
- Європейська Франція, включаючи Корсику (метрополія).
- Алжир і Сахара. Ці сфери, розглянуті невід'ємною частиною Франції, були розділені на департаменти, 13 в Алжирі та 2 в Сахарі. Всі мешканці були французькими громадянами, але мусульмани зберегли власний юридичний статус. Всі відправили представників французьких асамблей та обраних муніципалітетах.
- За кордоном. Їх адміністрація та законодавство в принципі були принциповими методами метрополя, але кожен з них міг отримати окрему конституцію.
  - Французька Гвіана.
  - Гваделупа та залежні території.
  - Мартиніка.
  - Реюньйон.

Заморські території. Вони мали власну індивідуальну організацію з територіальним збором, обраним загальним виборче право; Асамблея призначена адвокатською радою, її президент є губернатором, призначеним центральною владою. Французькі південні та антарктичні території, без постійного населення, були введені безпосередньо з Парижу.
- Коморські острови.
- Французька Полінезія.
- Французький Сомаліленд.
- Французькі Південні та Антарктичні території.
- Нова Каледонія та залежні території.
- Сен-П'єр і Мікелон.

Держави-члени, які спочатку були:
- Центральноафриканська Республіка.
- Чад.
- Конго (Браззавіль).
- Дагомея.
- Габон.
- Берег Слонової Кістки.
- Малагасійська Республіка[en]
- Мавританія.
- Нігер.
- Сенегал.
- Суданська республіка.
- Верхня Вольта.

Хоча існувало лише одне громадянство громади, території, що стали державами-членами громади, не сформували частину Французької Республіки, і були надані широкою автономією. Вони мали свої власні конституції і могли б створити спілки між собою. Юрисдикція громади в цілому була обмежена зовнішньою політикою, обороною, валютою, загальною економічною та фінансовою політикою та політикою щодо стратегічних питань та, за винятком спеціальних угод, контролю справедливості, вищої освіти, зовнішнього та громадського транспорту та телекомунікацій. Угоди Асоціації також можуть бути зроблені спільнотою з іншими державами.

## Інституції
Стаття 91 Конституції передбачала, що інституції співдружності були створені до 4 квітня 1959 року.
Це були такі:
Президент громади за сумісництвом був президентом Французької Республіки. Держави-члени також брали участь у виборах, Президент був представлений у кожній державі високим комісаром. Протягом 1958 року президент Де Голль був обраний абсолютною більшістю у всіх державах. Сприяти автономії у Франції, де Голль дав автономію колоній, щоб вони залишилися в межах Співдружності.
Виконавча рада громади збиралась кілька разів на рік, в одній зі столиць, на виклик Президента, який повідомляв про порядок денний зустрічі. Вона складалася з керівників урядів різних держав та міністрів, відповідальних за спільні справи.
Сенат громади складався з членів місцевих зборів, призначених ними у кількості, пропорційною населенню держави. Цей орган був функціонально безсилий, а після проведення двох засідань він був скасований протягом березня 1961 року.
Арбітражний суд, який складався з семи суддів, призначених Президентом, ухвалював рішення у разі суперечок між державами-членами.
Оскільки Франція не хотіла стати "колонією своїх колоній", африканські країни не могли створювати партії або блоки та були вимушені функціонально приєднатися до французьких партій, щоб мати право голосу.

## Операція
Communauté спочатку передбачав тісну співпрацю між державами-членами та французьким урядом. Французький уряд відповідав за безпеку та певною мірою поліцейську діяльність у всіх державах. Кілька африканських президентів були присутні, символізуючи для континентальних антиколоніалістів їхню співучасть, у "Gerboise Bleue", першому ядерному випробуванні Франції, яке відбулося 4 лютого 1960 поблизу Регган в пустелі Сахара в центральному Алжирі.